# Kamelot
Pour l’article ayant un titre homophone, voir Kaamelott.
Cet article possède un paronyme, voir camelot.
Kamelot est un groupe de power metal américain, originaire de Tampa, en Floride. Il est initialement fondé en 1991 par le guitariste Thomas Youngblood et le batteur Richard Warner. Au début de sa carrière, le groupe signe un contrat avec le label Noise Records, et se fait connaître en pleine renaissance du heavy metal mélodique au milieu des années 1990.

## Biographie

### Débuts (1991–2000)
Thomas Youngblood et le batteur Richard Warner fondent Kamelot à Tampa, Floride, en 1991,. En 1994, ils signent un contrat avec Noise Records et leur premier album, Eternity, sort en août l'année suivante, en 1995. La presse voit aussitôt dans cet album le signe d'un début prometteur. En 1996 sort l'album suivant, Dominion, un opus encore plus divers et varié que celui de leurs débuts. Puis, en 1997, le batteur Richard Warner et le chanteur Mark Vanderbilt doivent être remplacés. Kamelot trouve alors plus que de simples substituts en Casey Grillo et en l'ancien membre de Conception, le chanteur Roy Khan, qui rejoignent le groupe durant la production du troisième album, Siege Perilous. Le nouveau line-up entreprend une tournée en Europe durant l'automne de la même année et retourne au Gate Studio de Wolfsbourg seulement douze mois plus tard pour produire son quatrième album, The Fourth Legacy.
L'été 2000 mène la tournée New Allegeance à travers l'Allemagne, l'Autriche, la Suisse, les Pays-Bas, la Belgique, l'Italie, la Grèce et l'Espagne, tournée durant laquelle seront faits les enregistrements pour le premier album live de Kamelot, The Expedition. Quelques mois plus tard seulement, le groupe présente son cinquième album intitulé Karma, qui emmène bientôt Khan, Youngblood, Grillo et Barry dans une nouvelle tournée européenne.

### DeEpicaàPoetry for the Poisoned(2003–2011)
Epica arrive en 2003, et combine tous les points forts des productions précédentes avec de nouvelles idées et des sons majestueux. Il est suivi par une nouvelle tournée en tête d'affiche en Europe, au Japon, au Mexique et aux États-Unis, ainsi que par plusieurs apparitions en tête d'affiche de festivals.
En 2005, The Black Halo ajoute un nouveau chapitre à l'histoire de Kamelot. La suite de leur adaptation de Faust sur la bataille entre le bien et le mal, qui avait commencé avec l'album précédent Epica, combine une nouvelle fois l'opus de Johann Wolfgang von Goethe avec le point de vue et l'expérience personnels du groupe. Les vidéos de The Haunting et March of Mephisto deviennent des succès importants sur YouTube et poussent le groupe à lancer son propre canal YouTube, appelé KamTV. Le lancement initial de KamTV propulse le groupe parmi le Top 10 des canaux de musique de YouTube et le premier pour le metal, tous genres confondus. Avec la sortie de The Black Halo, Kamelot commence une nouvelle tournée en tête d'affiche en Europe, Amérique du Nord, au Japon et au Brésil, ainsi que de nombreux festivals à travers le monde. Pour suivre l'important succès de cet album, Kamelot enregistre son premier DVD live: One Cold Winter's Night. L'enregistrement du concert d'Oslo est dirigé par Revolver Films, et le réalisateur Patrick Ullaeus. Le DVD est aussitôt encensé par la presse aussi bien que par les fans et met en place un nouveau standard pour les DVD du genre.
Ghost Opera est le commencement d'un nouveau chapitre dans la carrière de Kamelot. En juin 2010, le groupe révèle de plus amples détails sur l'enregistrement de leur nouvel album à paraître fin 2010. Cet album, intitulé Poetry for the Poisoned, paraît le 1er septembre 2010. Le 22 avril 2011, lors de la tournée de promotion du nouvel album Poetry for the Poisoned, Roy Khan annonce son départ du groupe, départ qui sera officialisé en avril 2012. Fabio Lione (chanteur de Rhapsody of Fire) et Tommy Karevik le remplaceront au cours de cette tournée.

### Nouveau chanteur etSilverthorn(depuis 2012)

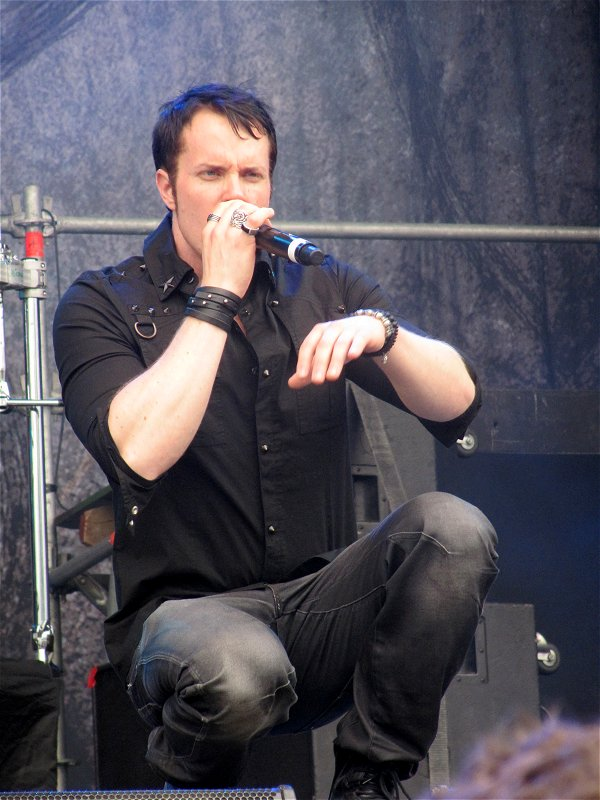
Tommy Karevik, sur scène en Allemagne (2012).

Le 22 juin 2012, Kamelot annonce que Tommy Karevik est choisi pour remplacer officiellement Roy Khan. Le groupe entreprend une tournée nord-américaine en première partie de Nightwish au début de l’automne, puis se rend par la suite en Europe. Le public réserve un accueil chaleureux à Tommy. Le 18 juillet, le groupe révèle le titre de leur nouvel album à paraître courant 2012. Le 4 septembre 2012, le groupe fait paraître le single Sacrimony (Angel of Afterlife). Silverthorn, le premier album de Kamelot avec Tommy au chant, est lancé le 30 octobre 2012, et reçoit d’excellentes critiques[réf. nécessaire]. L'album atteint plusieurs fois les classements musicaux Billboard incluant la 24e des Top Rock Albums, la 14e des Top Independent Albums, deux fois 9e des Top Hard Rock Albums et la 79e place du Billboard 200.
Plusieurs parlent de « nouvelle ère » pour le groupe. La formation prévoit entreprendre une tournée mondiale pour promouvoir Silverthorn au printemps 2013. En plus des dates pour l’Asie, l’Amérique du Nord et l’Europe qui sont annoncées, Kamelot visite l’Australie pour la toute première fois.
Notons qu'en parallèle de son activité avec Kamelot, Tommy Karevik était également chanteur pour le groupe de metal progressif Seventh Wonder jusqu'en juin 2023.

### Haven, The Shadow Theoryet changements de batteurs (2015-2021)
Dans une interview donnée le 3 octobre 2013, Youngblood annonce l'enregistrement d'un nouvel album en été 2014, avec une date de sortie prévue pour 2015. Il paraît sous le nom de Haven. Alissa White-Gluz, Troy Donockley, et Charlotte Wessels collaborent avec le groupe sur certains morceaux. C'est leur premier album publié sous le label "Napalm Records". De la sortie de l'album jusqu'à 2017, Kamelot effectue une tournée mondiale, le Haven World Tour. Le batteur Casey Grillo, absent à un de leurs concerts, est remplacé pour l'occasion par Alex Landenburg.
Le 25 janvier 2018, Kamelot annonce la sortie de leur douzième album The Shadow Theory, publié en avril de la même année. En février, le groupe officialise le départ de Casey Grillo, pour se consacrer à ses projets personnels, il est remplacé par Johan "Joe" Nunez. C'est lui qui est sur l'enregistrement de l'album. Lauren Hart du groupe américain Once Human, et Jennifer Haben du groupe allemand Beyond the Black, y apparaissent en tant qu'invitée sur certains morceaux.
Le groupe entamme une tournée pour promouvoir l'album. Après seulement deux concerts, Joe Nunez se voit obligé d'interrompre sa participation aux concerts, à cause d'une blessure à la jambe. Le groupe indique qu'Alex Landenburg le remplacera sur leur tournée . Il est officialisé comme le nouveau batteur du groupe en avril 2019.
Le groupe publie en 2021 un album live et un DVD/blueray sous le nom I Am the Empire – Live from the 013. L'enregistrement est fait lors de leur concert du 14 septembre 2018, à Tilburg aux Pays-Bas. Pour l'occasion Lauren Hart, Elize Ryd, Alissa White-Gluz, Charlotte Wessels et Sascha Paeth sont invités.

### The Awakening(2022–présent)
En octobre 2022, Kamelot informe de la parution à venir de leur treizième album au début de l'année 2023, ainsi que les noms de premiers morceaux. En décembre 2022, le groupe annonce une tournée Européenne sous le nom de Awaken the World Tour, débutant en mars 2023. Un teaser de leur album paraît le 6 janvier 2023. Le 12 janvier, le titre de ce nouvel album, The Awakening, est annoncé en même temps que la parution de son premier single "One more flag in the ground". Il parait le 17 mars 2023. Leur second single "Opus of the Night (Ghost Requiem)" sort le 14 février 2023, avec la participation de la violoncelliste Tina Guo. Ce morceau est présenté comme la continuité de leur morceau "Ghost Opera" et de l'album du même nom paru 15 ans plus tôt.
This is the inspiring continuation of a brooding story from 15 years ago

## Style musical et influences

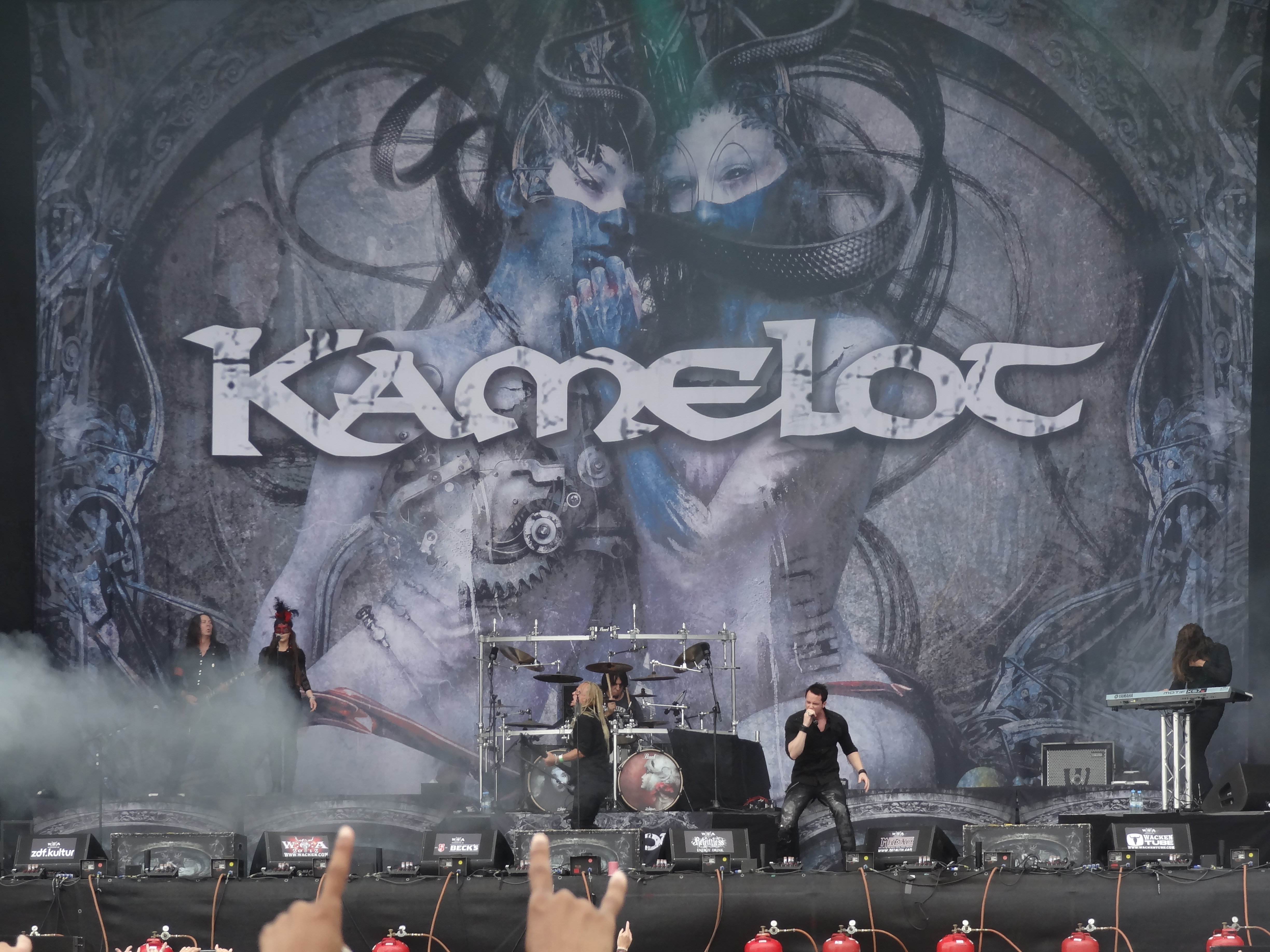
Kamelot, sur scène au Wacken Open Air, le 3 août 2012.

Kamelot joue un metal symphonique et progressif d'influence plus européenne qu'américaine. C'est d'ailleurs en Europe que le groupe rencontre le plus de succès. « Après le succès de The Black Halo, nous savions que la suite devait être spéciale », confie Thomas Youngblood. « Avec Ghost Opera, nous voulions essayer de nouvelles choses et aussi travailler avec d'autres personnes. J'apprécie beaucoup la camaraderie et cela a ravivé mon amour pour ce groupe. Cela me donne quelques perspectives. » Musicalement, Kamelot combine différents styles auxquels il appose sa propre marque de fabrique. « Nous avons des fans de beaucoup de bords musicaux », déclare Youngblood pour caractériser la position unique du groupe. « Nous jouons aussi bien du power metal que du metal progressif ou du metal gothique. » Autant d'éléments qui se retrouvent dans Ghost Opera. « Notre musique est très variée : rythmes double basse, arrangements progressifs, mais aussi balades et chansons mid-tempo. Nous nous moquons de la façon dont vous appelez ce mélange. Pour nous, le plus important critère est que cela reste notre propre style, qui ne peut être comparé à celui d'aucun autre groupe. Notre but est de toujours nous surpasser », déclare Khan.
Youngblood et Roy Khan peuvent compter sur Casey Grillo et Glenn Barry - actuellement remplacé par Sean Tibbetts, ainsi que sur Oliver Palotai comme membre permanent depuis 2006. Les fans des groupes Doro ou Blaze connaissent bien la virtuosité du claviériste allemand, qui a prouvé son talent avec Kamelot durant la tournée mondiale de The Black Halo. « Nous avions eu des claviéristes invités pendant de nombreuses années, mais Oliver était différent et spécial. Nous devions lui demander de nous rejoindre définitivement et non n'aurait pas été la réponse souhaitée ! » ajoute Youngblood. L'équipe de production Sascha Paeth et Miro, complétée par l'ingénieur Olaf Reitmeier, montre depuis longtemps sa force. « Sascha et Miro nous comprennent sur le plan musical et personnel », expliquent Khan et Youngblood à propos des producteurs de Wolfsbourg. « Ils ont toujours réussi à faire ressortir le meilleur de chacun de nous sans faire disparaître notre signature. Au bout du compte, nos premiers albums sonnent toujours nouveaux et actuels. »
Dans le troisième clip de Kamelot, Ghost Opera, le groupe raconte l'histoire fictive d'une jeune et talentueuse chanteuse d'opéra qui est attaquée, blessée et violée sur le chemin de ses débuts. Elle ne pourra jamais se remettre de cet événement tragique et se demandera inlassablement comment aurait été cette première soirée sur scène. Cette histoire est soulignée par la musique sombre et mélancolique de la chanson. « Les nouvelles pistes sont plus heavy et plus complexes que la plupart de nos compositions précédentes », déclare Youngblood. « Nous visons un son plus dur, avec des mélodies lugubres qui restent toujours extrêmement prenantes [...] Certaines paroles sont très personnelles, tandis que d'autres sont des interprétations d'événements historiques ou de mythes ou bien des commentaires sur le monde dans lequel nous vivons. Elles ont toutes une dimension spirituelle, mais ce sont dix chansons qui racontent des histoires vraiment différentes », explique Khan.

## Membres

### Membres actuels
- Thomas Youngblood – guitare, chœurs (depuis 1991)
- Sean Tibbetts – basse (1991–1992, depuis 2009)
- Oliver Palotai – clavier (depuis 2005)
- Tommy Karevik – chant (depuis 2012)
- Alex Landenburg – batterie (depuis 2019)

### Anciens membres
- Casey Grillo – batterie (1997-2018)
- Roy Khan – chant (1998–2011)
- Glenn Barry – basse (1992–2009)
- David Pavlicko – clavier (1993)
- Mark Vanderbilt – chant (1991–1998)
- Richard Warner – batterie (1991–1997)
- Johan Nunez - batterie (2018-2019)

### Musiciens invités
- Günter Werno − synthétiseur, sur The Expedition
- Luca Turilli − guitare solo, sur Descent of the Archangel (Epica)
- Simone Simons − chant, apparition dans le clip The Haunting (The Black Halo), sur Blücher et Season's End (Ghost Opera), sur House on a Hill, Poetry For The Poisoned Part I, et Part II (Poetry For The Poisoned)
- Shagrath − chant, apparition dans le clip March of Mephisto (The Black Halo) ; chant sur Memento Mori (The Black Halo)
- Snowy Shaw − chant, sur March of Mephisto (One Cold Winter's Night)
- Jens Johansson − solo au synthétiseur, sur March of Mephisto et sur When the Lights are Down (The Black Halo)
- Mari Youngblood − chant, et apparition sur (Epica), Abandoned et Memento Mori (The Black Halo), Apparition vidéo sur The Haunting (The Black Halo) et sur de nombreux morceaux sur One Cold Winter's Night concert of 2006.
- Elisabeth Kjærnes Khantatat − apparition, vidéo sur March of Mephisto (The Black Halo et One Cold Winter's Night) et The Haunting (The Black Halo), chant sur Nights of Arabia (The Fourth Legacy et One Cold Winter's Night)
- Matt Knowles (Royal Anguish) − comme Mephisto quand ils ont joué en Floride
- Sascha Paeth − apparition, sur One Cold Winter's Night, et guitare additionnelle, sur Moonlight et Ghost Opera
- Amanda Somerville − chant, sur Mourning Star, Love You to Death et Ghost Opera
- Anne-Catrin Maerzke - chant, voix féminine lors des tournées live
- Sebastian Bilodeau - saxophone, sur March of Mephisto
- Sean Christians Tibbetts - basse, lors des lives de 2006 à 2009
- Alissa White-Gluz - chant, en tournée sur March of Mephisto (The Black Halo), sur Liar Liar (Wasteland Monarchy) (Haven)
- Elize Ryd - chant, sur Sacrimony (Angel of Afterlife) et lors des tournées live
- Jennifer Haben - chant, sur in twilight hours (the shadow theory)

## Discographie

### Albums studio
- 1995 : Eternity
- 1997 : Dominion
- 1998 : Siege Perilous
- 2000 : The Fourth Legacy
- 2001 : Karma
- 2003 : Epica
- 2005 : The Black Halo
- 2007 : Ghost Opera
- 2010 : Poetry For The Poisoned
- 2012 : Silverthorn
- 2015 : Haven
- 2018 : The Shadow Theory
- 2023 : The Awakening

### Albumslive
- 2000 : The Expedition
- 2006 : One Cold Winter's Night
- 2021 : I Am the Empire – Live from the 013

### Compilations
- 2007 : Myths & Legends of Kamelot
- 2016 : Where I Reign - The Very Best of the Noise Years 1995-2003

## Vidéographie

### Clips
- 2005 : The Haunting avec Simone Simons, tiré de The Black Halo, dirigé par Patric Ullaeus
- 2005 : March of Mephisto avec Shagrath, tiré de The Black Halo, dirigé par Patric Ullaeus
- 2007 : Ghost Opera, tiré de Ghost Opera
- 2007 : The Human Stain, tiré de Ghost Opera
- 2008 : Rule the World, tiré de Ghost Opera
- 2009 : Love You to Death, tiré de Ghost Opera
- 2010 : The Great Pandemonium, tiré de Poetry for the poisoned
- 2011 : Necropolis, tiré de Poetry for the poisoned
- 2012 : Sacrimony (Angel of Afterlife), tiré de Silverthorn
- 2013 : My Confession avec Eklipse, tiré de Silverthorn
- 2015 : Insomnia , tiré de Haven, dirigé par Ivan Colić
- 2015 : Liar Liar  avec Alissa White-Gluz, tiré de Haven
- 2016 : My Therapy, tiré de Haven
- 2018 : Phantom Divine (Shadow Empire) avec Lauren Hart, tiré de The Shadow Theory, dirigé par Ivan Colić
- 2018 : Amnesiac, tiré de The Shadow Theory, dirigé par Ivan Colić
- 2023 : One More Flag In The Ground, tiré de The Awakening
- 2023 : Eventide, tiré de The Awakening

### Clips lyriques
- 2015 : Veil of elysium, tiré de Haven
- 2017 : Under Grey Skies avec Charlotte Wessels, tiré de Haven
- 2018 : Ravenlight, tiré de The Shadow Theory
- 2019 : Vesperine (My Crimson Bride), tiré de The Shadow Theory
- 2023 : Opus Of The Night, tiré de The Shadow Theory, avec la participation de Tina Guo (en)

### Clip live
- 2006 : When the Lights Are Down, tiré de The Black Halo, dirigé par Patric Ullaeus
- 2006 : Abandoned, tiré de The Black Halo, dirigé par Patric Ullaeus
- 2012 : Falling Like The Fahrenheit, tiré de Silverthorn, dirigé par Ville Lipiäinen et enregistré au club 013 de Tilbourg durant la tournée Silverthorn Over Europe Tour
- 2023 : New Babylon, tiré de l'album The Awakening avec la participation de Melissa Bonny

### DVD
- 2006 : One Cold Winter's Night, rélisé par Patric Ullaeus